# Youngia stenoma
Youngia stenoma là một loài thực vật có hoa trong họ Cúc. Loài này được (Turcz.) Ledeb. miêu tả khoa học đầu tiên.